# Uni (mitologia)
Uni és la deessa suprema del panteó etrusc i la deessa patrona de Perusa. Uni és la deessa equivalent a Juno a la mitologia romana i Hera a la mitologia grega. Va formar una tríada amb el seu marit Tínia i la seva filla Menrva.
Uni apareix en el text etrusc de les làmines de Pyrgi com a traducció de la deessa fenícia Astarte.
Titus Livi afirma (Llibre V, Ab Urbe Condita) que Juno era la deessa etrusca dels veians, que va ser adoptada cerimonialment al panteó romà quan Veïs va ser saquejada el 396 aC. Sembla referir-se a Uni. També apareix a l'Harúspex de Piacenza.
En la tradició etrusca, Uni dona permís a la immortalitat al semidéu Hercle (en grec Hèracles, en llatí Hèrcules) oferint-li la llet del seu pit.